# Централноамерички вулкански лук
Централноамерички вулкански лук је ланац вулкана који се протеже паралелно са пацифичком обалом Централноамеричке превлаке, од Мексика до Панаме. Овај вулкански лук, који има дужину од 1.100 километара, формиран је активном зоном субдукције, подвлачењем Кокосове плоче под Карипску плочу. Регион је био вулкански и геолошки активан најмање неколико милиона година. Бројни вулкани распрострањени су по земљама Централне Америке. Многи од њих били су активни у геолошкој прошлости, неки више од других.